# Boulton Paul Balliol
Die Boulton Paul Balliol und die Sea Balliol waren einmotorige militärische Schulflugzeuge des britischen Herstellers Boulton Paul Aircraft aus den späten 1940er Jahren. Sie entstanden im Auftrag der Royal Air Force sowie der Royal Navy als Ersatz für die North American Harvard.

## Geschichte

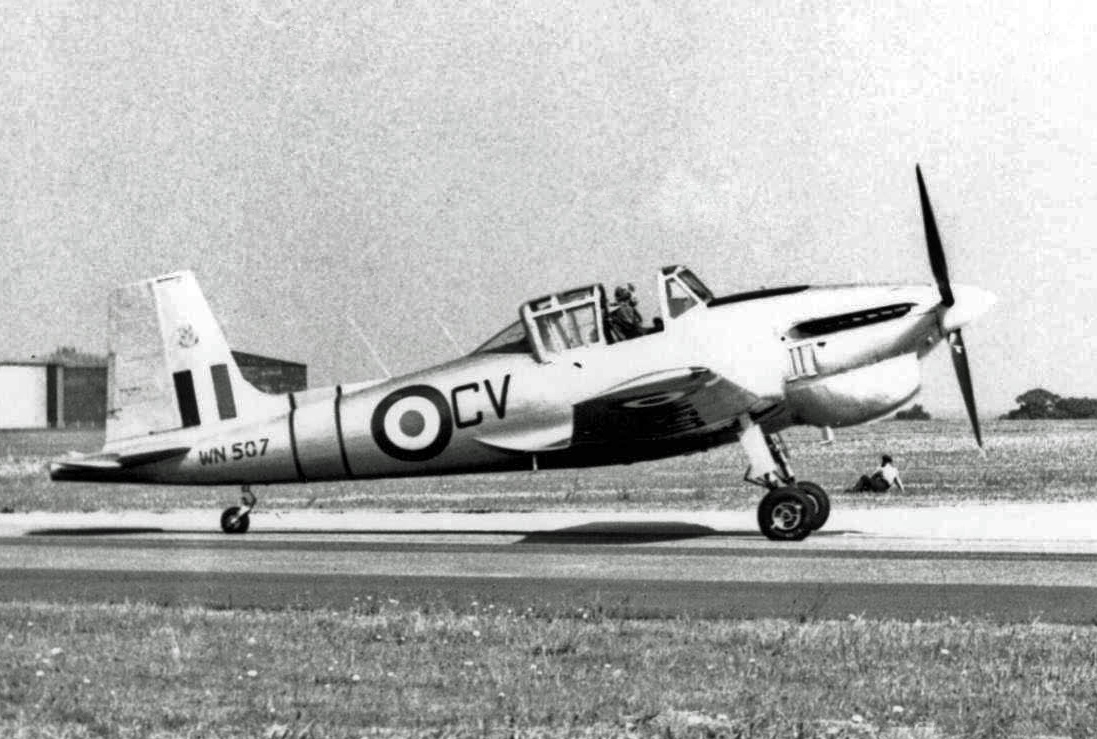
Boulton Paul Balliol T.2

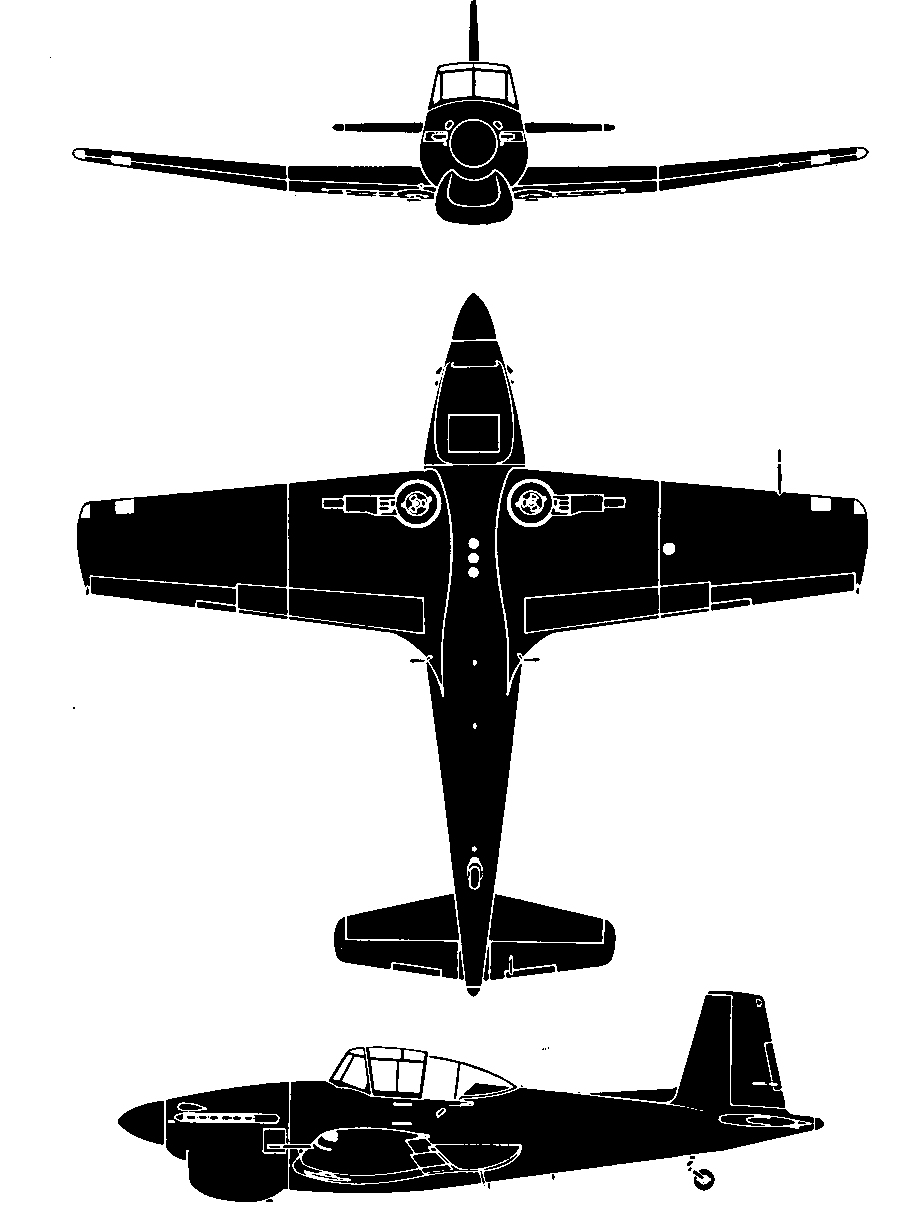
Dreiseitenriss der Boulton Paul Balliol

Die Balliol entstand in Konkurrenz zur Avro Athena und entsprach den Vorgaben des Air Ministry für ein dreisitziges Schulflugzeug mit einem Turbopropmotor. Das Ganzmetallflugzeug war als Tiefdecker ausgelegt und verfügte über ein einziehbares Spornradfahrwerk. Flugschüler und Ausbilder saßen nebeneinander, hinter ihnen befand sich ein zusätzlicher Sitz.
Der erste Prototyp absolvierte seinen Erstflug am 30. Mai 1947. Er verfügte zunächst noch über einen Bristol Mercury 30-Sternmotor. Der zweite Prototyp von 1948 erhielt von Anfang an einen Armstrong-Siddeley-Mamba-Motor.
Mittlerweile hatte das Luftfahrtministerium seine Anforderungen geändert und verlangte ein zweisitziges Modell mit einem Rolls-Royce Merlin-Kolbenmotor. Die entsprechend angepasste Version erhielt die Bezeichnung Balliol T.2 und flog erstmals am 10. Juli 1948. Für den Einsatz auf Flugzeugträgern entstand die Sea Balliol T.21, die über einklappbare Tragflächen und einen Fanghaken verfügte.
Die Balliol wurde 1950 in den Dienst der Royal Air Force gestellt. Im Jahr 1951 änderte das Ministerium erneut seine Pläne und forderte ein Schulflugzeug mit Strahlantrieb. Auf die Beschaffung weiterer Balliols wurde daher verzichtet. Im Jahr 1956 wurden sie durch die de Havilland DH.100 Vampire T.Mk.11 abgelöst.

## Versionen
- P.108 Balliol T.Mk 1: drei Prototypen mit Armstrong Siddeley Mamba-Motoren
- Balliol T.Mk 2: zweisitziges Schulflugzeug der Royal Air Force, 196 Flugzeuge
- Sea Balliol T.Mk 21: zweisitziges Schulflugzeug der Royal Navy, 30 Flugzeuge

## Nutzer
- Vereinigtes Königreich
  - Royal Air Force
  - Royal Navy
- Sri Lanka

## Technische Daten (T.2)
| Kenngröße             | Daten                                                 |
| --------------------- | ----------------------------------------------------- |
| Besatzung             | 2                                                     |
| Länge                 | 10,71 m                                               |
| Spannweite            | 11,99 m                                               |
| Höhe                  | 3,81 m                                                |
| Flügelfläche          | 24,2 m²                                               |
| Leermasse             | 3059 kg                                               |
| Startmasse            | 3823 kg                                               |
| Höchstgeschwindigkeit | 464 km/h                                              |
| Dienstgipfelhöhe      | 9910 m                                                |
| Reichweite            | 1060 km                                               |
| Triebwerke            | ein Rolls-Royce Merlin 35-Kolbenmotor mit 929 kW      |
| Bewaffnung            | ein Maschinengewehr Browning M1919, vier Raketen RP-3 |